# Elterlein
Elterlein er en lille by i Erzgebirge som efter Kreisreformen i 2008 er en del af Erzgebirgskreis i den tyske delstat Sachsen. Førhen var den en del af den daværende Landkreis Annaberg.

## Geografi
Elterlein ligger i Oberen Erzgebirge ca 10 km vest for Annaberg-Buchholz. Byen breder sig i stjerneform ud fra en markedsplads på et plateau, stigende i retning mod Schatzenstein og faldende til de tre andre sider.

### Bydele
- Elterlein med Burgstädtel
- Schwarzbach (indlemmet i 1996)
- Hermannsdorf (indlemmet1999)

### Nabokommuner og byer
- Zwönitz (by)
- Geyer (by)
- Tannenberg
- Schlettau (by)
- Scheibenberg (by)
- Raschau-Markersbach
- Grünhain-Beierfeld (by)

### Højeste punkt
- Schatzenstein (760 moh)

### Seværdigheder
- Sankt-Laurentiuskirke Elterlein fra 1481; Tårnet er fra 1889)
- Sankt-Michaeliskirke Hermannsdorf (bygget 1611)
- Kursächsische Postmeilensäule von 1729 in Elterlein
- Schatzenstein
- Naturbeskyttelsesområde "Hermannsdorfer Wiesen" og "Schwarzer Teich"